# Henry Montaigu
Pour les articles homonymes, voir Montaigu.
Henry Montaigu (1936-1992) est un écrivain français.

## Biographie
Henry Montaigu (Henry Roger Fauconneau à l'état civil), est un écrivain et journaliste français, né à Marmande (Lot-et-Garonne) le 21 mai 1936 et décédé à Lavardac le 2 octobre 1992.
Il s'est fait connaître notamment par la publication de son roman Le Cavalier bleu (1982) et pour son engagement politique en faveur de la monarchie,.
Il s'appliqua particulièrement à approfondir l'histoire de la France médiévale et aussi à la personnifier dans quelques romans. En 1982, il fonde la revue La Place Royale « revue de combat pour la France », dont la ligne éditoriale s'inscrivait dans le courant traditionaliste, dans la continuité de l'œuvre de René Guénon,. Auteur chrétien atypique, il n'approuvait guère les « évolutions » de l'Église romaine. Olivier Gissey le présentait comme l'« une des dernières grandes figures qui incarnaient l'idée royale en France, sur les traces de Joseph de Maistre et de Georges Bernanos ».
Il meurt à 56 ans, à Lavardac également en Lot-et-Garonne, le 2 octobre 1992.

## Œuvres
- Le cavalier bleu (roman), Paris, Denoël, 1982.
- La comtesse prodigieuse (roman), Paris, La table ronde, 1980.
- La fin des féodaux : le pré carré du roi Louis, Paris, Éd. Olivier Orban, 1980
- La guerre des dames : la fin des féodaux, Paris, Éd. Olivier Orban, 1981.
- Histoire secrète de l'Aquitaine : histoire secrète des provinces françaises, Paris, Albin Michel, 1979.
- Arcanes et destins des châteaux de la Loire, Paris, Éditions du Borrego.
- Rocamadour, histoire et géographie sacrée du grand pèlerinage, Paris, Éd. SOS, puis Lavardac, La Place Royale.
- Reims ou le dimanche de l'histoire, Paris, Éd. SOS, puis Lavardac, La Place Royale.
- Paray le monial ou le ciel intérieur, Paris, Éd. SOS, puis Lavardac, La Place Royale.
- René Guénon ou la mise en demeure, Paris, Éd. La Place Royale, 1986.
- Culture d'Apocalypse, Paris, Éd. La Place Royale, 1989.
- Traité de la foudre et du Vent, Lavardac, Éd. La Place Royale, 1990.
- La Couronne de Feu, Symbolique de l'Histoire de France, Paris, Éd. Claire Vigne, 1995, puis Bron, Quint'feuilles, 2023.
- Toulouse, mythes et symboles de la ville rose, Paris, Éd. Claire Vigne, 1995.